# Nowa Centroprawica
Nowa Centroprawica (wł. Nuovo Centrodestra, NCD) – włoska centroprawicowa partia polityczna, którą założył wicepremier Angelino Alfano.

## Historia
Ugrupowanie powstało 15 listopada 2013 z inicjatywy części działaczy Ludu Wolności, którzy sprzeciwiali się koncepcji Silvia Berlusconiego przekształcenia PdL w Forza Italia, a jednocześnie deklarowali się jako zwolennicy koalicyjnego rządu Enrica Letty. Przywódcą tej grupy stał się wicepremier Angelino Alfano, sekretarz generalny PdL, określany jako protegowany i potencjalny następca Silvia Berlusconiego. Do nowej formacji przystąpiła cała piątka ministrów z Ludu Wolności, a także około 60 parlamentarzystów obu izb włoskiego parlamentu. Kilka dni później nowy projekt wsparła siódemka europosłów PdL.
Wśród stronników Angelino Alfano znaleźli się m.in. ministrowie Maurizio Lupi, Nunzia De Girolamo, Beatrice Lorenzin i Gaetano Quagliariello, prezydent Kalabrii Giuseppe Scopelliti, były prezydent Lombardii Roberto Formigoni, byli ministrowie Maurizio Sacconi i Carlo Giovanardi, były przewodniczący Senatu Renato Schifani.
W 2014 Nowa Centroprawica dołączyła do koalicji tworzącej rząd Matteo Renziego, uzyskując w nim trzy stanowiska ministerialne. W wyborach europejskich w tym samym roku wspólna lista NCD i Unii Centrum otrzymała blisko 4,4% głosów, co przełożyło się na 3 mandaty w PE VIII kadencji. W 2016 partia pozostała koalicjantem Partii Demokratycznej, wprowadzając swoich przedstawicieli do nowo powołanego gabinetu Paola Gentiloniego.
18 marca 2017 NCD została rozwiązana. Tego samego dnia jej działacze powołali nowe ugrupowanie pod nazwą Alternativa Popolare.